# Fisketjärnen (Silbodals socken, Värmland)
Fisketjärnen är en sjö i Årjängs kommun i Värmland och ingår i Göta älvs huvudavrinningsområde.